# Honda NC700
 (mai 2014).
La  NC700 / NC750  est une gamme de moto du constructeur japonais Honda.
Sous cette appellation se cachent en fait deux modèles : la NC7x0X (trail) et la NC7x0S (roadster).
Le scooter Integra partage également bon nombre d'éléments avec les deux premières machines, ainsi que la Honda CTX.
Ces trois modèles disposent d'un moteur bicylindre en ligne 4-temps.

## NC700 / Integra 700
La Honda NC700 présentée pour la première fois en France au salon de la moto 2011 est distribuée en version roadster (NC700S) et en version trail (NC700X).
Ces modèles sont disponibles en version classique (sans ABS), en version C-ABS (freinage réparti) et en version DCT (boîte de vitesses automatique à double embrayage). Ce dernier modèle n'est disponible qu'en version C-ABS.
Ces motos portent les appellations constructeur suivantes :
- NC700S, version roadster classique ;
- NC700SA, version roadster avec ABS ;
- NC700SD, version roadster DCT et ABS ;
- NC700X, version trail classique (non distribuée en France) ;
- NC700XA, version trail avec ABS ;
- NC700XD, version trail DCT et ABS.

Le scooter sur base NC700 porte l'appellation « NC700D ».
Les modèles DCT voient leur puissance portée à 52 ch.
À partir de juin 2013, tous les modèles sont distribués en version 48 ch.

## NC750 / Integra 750
En janvier 2014, la NC750 remplace la version 700.
Le moteur voit sa cylindrée passer à 750 cm3 et sa puissance passer à 55 ch. Le couple passe à 6,8 mkg.
Le freinage C-ABS disparaît et est remplacé par un freinage ABS.
La NC700 reste disponible uniquement en version NC700SD (DCT/ABS) 48 ch compatible avec le permis européen A2.